# Thierry Pomel
Thierry Pomel (* 4. Oktober 1957 in Saumur, Département Maine-et-Loire) ist ein ehemaliger französischer Springreiter und Trainer.

## Privates
Pomel stammt aus einer Reiterfamilie. Er ist verheiratet und hat zwei Kinder: Julie und Margaux.

## Werdegang
Zwölfjährig ritt er seine ersten Turniere.
1993 belegte er mit der französischen Mannschaft Platz 5 bei der Europameisterschaft in Hickstead, 1997 erreichte die Mannschaft in Mannheim Rang 4. Bei den Weltreiterspielen 1998 in Rom gewann er sowohl im Einzel als auch mit der Mannschaft die Silbermedaille.
Bei den Olympischen Spielen 2000 in Athen belegte er mit dem Team Rang 4.
Pomel war zuletzt im Jahr 2009 im internationalen Sport aktiv. Bei den Mittelmeerspielen im Juli 2009 in Italien war er als Teamchef aktiv, unter seiner Führung gewann die französische Mannschaft (Julien Gonin, Simon Delestre, Alexandra Flancart, Olivier Guillon) Mannschaftsgold.

## Pferde (Auszug)
aktuelle:
- Lasko du Hecquet (* 1999), brauner Selle Français-Wallach, Vater: Espoir du Prieure, Muttervater: Saphir d'Elle, Besitzer: Thierry Pomel, Thierry Gros
- Nicos du Theillet (* 2001), brauner Selle Français-Hengst, Vater: Ruyblas, Muttervater: Abdullah, Besitzer: Stephane Delhaize
- Trappist (* 2000), KWPN-Rapp-Wallach, Vater: Hamlet, Muttervater: Hofnar, Besitzer: Stephane Delhaize

ehemalige:
- Thor des Chaines (* 1985), brauner Selle Français-Wallach, Besitzer: Jacques Roissard